# Partido Popular Tekojoja
El Partido Popular Tekojoja (PPT), es un partido político paraguayo de tendencia progresista e izquierdista fundado el 17 de diciembre de 2006 con el nombre inicial de Movimiento Popular Tekojoja. Su nombre «Tekojoja» es una palabra guaraní que significa «vida entre iguales». Es miembro fundador y el partido más grande del  Frente Guasú, con presencia en todo el territorio paraguayo. Anteriormente formó parte del Espacio Unitario - Congreso Popular. En las elecciones generales de Paraguay de 2008 fue la primera fuerza política en impulsar y consolidar la candidatura de Fernando Lugo formado parte de la Alianza Patriótica para el Cambio, que llevó por primera vez a un gobierno no colorado en 60 años. El partido es considerado una fuerza política referente en el izquierdismo paraguayo.

## Historia
El partido fue fundado bajo el nombre de Movimiento Popular Tekojoja en 2006 por Sixto Pereira (senador desde el 2008), Ricardo Canese (parlasuriano desde el 2008), Constancio Mendoza, Roberto Colman, Aníbal Carrillo, Graciela Araujo, Mercedes Canese entre otras tantas personalidades de la izquierda paraguaya, para apoyar la candidatura del entonces monseñor Fernando Lugo en las elecciones generales de Paraguay de 2008. Luego de formar parte de la Alianza Patriótica para el Cambio que logró llevar con éxito a la presidencia a Lugo en 2008, llevó a cabo el Congreso Constitutivo del Partido Popular Tekojoja, el 20 de diciembre de ese año, reuniendo más de 2000 delegados de todo el país, donde abandonaron su anterior denominación de Movimiento Popular Tekojoja para pasar a llamarse Partido Popular Tekojoja (PPT).
Nunca ha presentado candidatos propios a la presidencia, sino que siempre ha apoyado a alianzas de izquierda. En las elecciones de 2013 apoyó la candidatura de Aníbal Carrillo del Frente Guasú y en las  elecciones de 2018 apoyó la candidatura de Efraín Alegre.
En la actualidad es el partido de izquierda  más importante del Paraguay por su amplia implantación a nivel nacional con representantes en más del 80% de los distritos del país.